# San Joaquín (Flores)
San Joaquín es el distrito primero del cantón de Flores, en la provincia de Heredia, de Costa Rica.
El distrito incluye el cuadrante urbano de la ciudad de San Joaquín, así como los barrios de Santa Marta y Trinidad.

## Historia
El origen de nombre del distrito y su ciudad se remontan a una fecha no precisada del siglo XVIII. El lugar se asienta en lo que se llamó en ese período como el Llano del Alto de Nuestra Señora de la Soledad de Barva, localizado entre Quebrada Seca y río Segundo, que en 1777 fue adquirido en pública subasta, efectuada en Guatemala la Nueva, por Don Francisco Antonio Pérez. 
La medición en esos terrenos se efectuó el 26 de febrero del mencionado año; resultando una superficie de 25 caballerías, 210 y dos tercios de cuerdas y cuatro varas cuadradas. Bastantes problemas se presentaron con motivo del deslinde de esas tierras por parte de quienes tenían derechos en los territorios colindantes a Las Ánimas de Cartago (hoy distrito 3 o Asunción del cantón de Belén) y de los indios de Barva. 
Con los años este fundo pasó a ser propiedad de los herederos de don Francisco Antonio Pérez, quienes poco a poco lo desmembraron, haciendo así que surgieran nuevas parcelas, y que vecinos de lugares aledaños se afincaran definitivamente en esas tierras, que fueron muy codiciadas por su fertilidad y por su cercanía a Villa Vieja (Heredia), a Barva y a la naciente Villa Hermosa (Alajuela). 
En esos terrenos se desarrolló el paraje que se denominó Quebrada Seca y posteriormente dio origen al poblado San Joaquín; este último se menciona en 1819, en testamento de Don Antonio José Salas y su mujer Gertrudis Montero.
El incipiente poblado se convirtió en el núcleo de un pequeño territorio que durante el siglo XIX fue creciendo bastante, recibiendo las categorías de barrio, cuartel y distrito del cantón Heredia. La construcción del ferrocarril al Caribe, a finales del siglo XIX, influyó considerablemente en el desarrollo de la zona, ya que al pasar la línea férrea por el pueblo se facilitó la comunicación con la capital y el litoral caribeño del país.
El primer Ayuntamiento de Heredia, que empezó a funcionar en 1813 basándose en la Constitución de Cádiz, decidió establecer escuelas en varios lugares de su jurisdicción. Fue así como al año siguiente Quebrada Seca (San Joaquín) tenía una escuela. Se recuerda el establecimiento de varias escuelas privadas, como la de Dª. Ramona entre los años de 1825 y 1830, la de Mana Maula Esquivel anterior a 1840, la de Baltazar Córdoba, antes de 1856 y la de Dª. Rafaela López, maestra alajuelense, allá por los años 1875 a 1890. Para el sostenimiento de estas escuelas los padres de familia aportaban dinero. La escuela pública inició sus labores a mitad del siglo XIX, a la que asistían solo varones, la cual utilizó una pieza del llamado Cabildo, localizado a una cuadra al norte y otra al oeste de la esquina noroeste de la plaza que de acuerdo con la tradición el primer maestro fue Don Trinidad Díaz, vecino de Heredia. La escuela para niñas comenzó a funcionar en 1876, posiblemente situada en la esquina al suroeste de la plaza y frente al lado sur de ésta. En 1890, se construyó el primer edificio para la escuela pública, situado en la esquina noroeste de la iglesia. Debido al aumento de la población estudiantil en 1913 se construyó un nuevo edificio que se ubicó, de la esquina noreste de la iglesia una cuadra al norte y media al este, el cual fue inaugurado el 15 de mayo de 1916, con el nombre de Escuela de Niñas y Varones, en la administración de Don Alfredo González Flores. El actual edificio escolar se inauguró en marzo de 1944, con el nombre de Escuela de Estados Unidos de América, en el gobierno de Rafael Ángel Calderón Guardia. El Liceo Regional de Flores inició sus actividades educativas el 1° de marzo de 1966, en la administración de Don Francisco Orlich Bolmarcich.
La Municipalidad de Heredia, el 13 de enero de 1845, nombró como Alcalde de Cuartel de San Joaquín a don Lorenzo Barrantes, este ilustre ciudadano fue un propulsor del progreso de San Joaquín por lo que, cuando se creó el cantón, al distrito segundo se le asignó su apellido, en justo reconocimiento a su labor.
El Ayuntamiento de Heredia para cumplir con lo dispuesto en el artículo doce de la ley N.º 36 de 7 de diciembre de 1848, se reunió extraordinariamente tres días después, a fin de establecer los distritos parroquiales del cantón, disponiendo que San Joaquín junto con Mercedes formaran el sexto distrito de Heredia. En la demarcación de los distritos parroquiales de la provincia de Heredia, publicada en la Gaceta Oficial, el 30 de diciembre de 1862, San Joaquín junto con San Antonio aparecen como sexto del cantón de Heredia.
La primera ermita del barrio San Joaquín, construida de adobes fue bendecida en septiembre de 1855, la cual estuvo ubicada dos cuadras al oeste de la esquina noroeste de la actual iglesia. La imagen del Patrono San Joaquín, traída de Guatemala, se bendijo en 1866. En vista de que la ermita llegó a ser insuficiente para recibir a los fieles que llegaban de toda la jurisdicción del distrito, algunos vecinos empezaron a realizar gestiones para lograr uno más amplio y sólido Fue así como el 11 de septiembre de 1865 se colocó la primera piedra del templo actual, construcción de granito que quedó concluida en 1888 y consagrado el 4 de diciembre de ese mismo año, por Monseñor don Bernardo Augusto Thiel Hoffman, segundo Obispo de Costa Rica. En el año de 1897, se erigió la Parroquia, dedicada a San Joaquín, la cual actualmente es sufragánea de la Diócesis de Alajuela, de la Provincia Eclesiástica de Costa Rica.
En la segunda mitad del siglo XIX se instaló en San Joaquín, el primer alumbrado público, que consistió de faroles que contenían una canfinera, que diariamente se encendían y se apagaban a las 9:00 P. m. En 1914 se inauguró el alumbrado eléctrico con bombillos.
En el primer gobierno de Don Rafael Iglesias Castro, mediante Acuerdo Ejecutivo N.º 130 de 18 de septiembre de 1894, se inauguraron los servicios telegráficos y de correos en el distrito San Joaquín.
En la administración de Don Alfredo González Flores, el 12 de agosto de 1915, en ley N.º 52, se le otorgó el título de Villa a la población de San Joaquín, cabecera del cantón creado en esa oportunidad. Posteriormente el 4 de septiembre de 1969, en el gobierno de Don José Joaquín Trejos Fernández, se promulga la ley N.º 4.399 que le confiere a la villa, la categoría de Ciudad.
El 1° de enero de 1916 se llevó a cabo la primera sesión del Concejo de Flores, integrado por los regidores propietarios, señores Dolores Víquez Vargas, Presidente, Zacarías Ramírez Víquez, Vicepresidente, y Juan Ruiz Madrigal Fiscal. El Secretario Ejecutivo fue Don Joaquín Calivá y el Jefe Político Don Juan Ramírez.

## Ubicación
La cabecera es la homónima ciudad de San Joaquín, ubicada a 5 km al oeste de Heredia, a 8 km al este de Alajuela y a 15 km al noroeste de la capital del país San José.

## Geografía
San Joaquín cuenta con un área de 2,75 km² y una altitud media de 1054 m s. n. m.

## Demografía
Para el año 2022, San Joaquín cuenta con una población estimada de 7805 habitantes, y para el último censo efectuado, en 2011, San Joaquín contaba con una población de 7173 habitantes.

## Localidades
- Barrios: Campanario, Joaquineños, Luisiana, Santa Marta, Trinidad, Villa Lico, Villa María.

## Transporte

### Carreteras
Al distrito lo atraviesan las siguientes rutas nacionales de carretera:
- Ruta nacional 123

### Ferrocarril
El Tren Interurbano administrado por el Instituto Costarricense de Ferrocarriles, atraviesa este distrito.